# Coupe Davis 1935
La Coupe Davis 1935 est remportée par la Grande Bretagne. Comme l'année précédente, elle bat en finale les États-Unis pour s'offrir un huitième succès dans la compétition, le troisième de suite. Il s'agit également d'une quatrième victoire de rang pour les britanniques contre les américains contre lesquels ils n'ont plus perdu depuis 1920.
Les britanniques s'appuient une nouvelle fois sur ses piliers Bunny Austin et Fred Perry, vainqueur de Roland-Garros et de Wimbledon quelques semaines plus tôt. Les américains quant à eux changent totalement leur équipe après l'échec de 1934. Ils misent sur le jeune Don Budge (20 ans) et Wilmer Allison, joueur expérimenté qui dispute sa 4e finale.
La semaine précédant la finale, l'équipe allemande de Gottfried von Cramm et Henner Henkel dispute la finale interzone qu'elle perd 4-1 contre les États-Unis.

## Finale
Équipe de Grande-Bretagne : Fred Perry, Bunny Austin, Pat Hughes, Raymond Tuckey - Capitaine : Herbert Barrett
Équipe des États-Unis : Wilmer Allison, Donald Budge, John Van Ryn, Sidney Wood - Capitaine : Joseph Wear
| | Grande-Bretagne | 5                             | - | 0 | États-Unis |   |   |
| --- | --------------- | ----------------------------- | - | - | ---------- | - | - |
| Centre Court, Wimbledon sur gazon |                 |                               |   |   |            |   |   |
| du 27 juillet au 30 juillet 1935 |                 |                               |   |   |            |   |   |
| \| 1 \| \| Bunny Austin \| 6 \| 2 \| 4 \| 6 \| 7 \| \| 1 \| \| Wilmer Allison \| 2 \| 6 \| 6 \| 3 \| 5 \| \| 2 \| \| Fred Perry \| 6 \| 6 \| 6 \| 6 \| \| \| 2 \| \| Donald Budge \| 0 \| 8 \| 3 \| 4 \| \| \| 3 \| \| Pat Hughes - Raymond Tuckey \| 6 \| 1 \| 6 \| 6 \| 6 \| \| 3 \| \| Wilmer Allison - John Van Ryn \| 2 \| 6 \| 8 \| 3 \| 3 \| \| \| \| \| \| \| \| \| \| \| 4 \| \| Bunny Austin \| 6 \| 6 \| 6 \| 7 \| \| \| 4 \| \| Donald Budge \| 2 \| 4 \| 8 \| 5 \| \| \| \| \| \| \| \| \| \| \| \| 5 \| \| Fred Perry \| 4 \| 6 \| 7 \| 6 \| \| \| 5 \| \| Wilmer Allison \| 6 \| 4 \| 5 \| 3 \| \| \| \| \| \| \| \| \| \| \| |                 |                               |   |   |            |   |   |
| 1 |                 | Bunny Austin                  | 6 | 2 | 4          | 6 | 7 |
| 1 |                 | Wilmer Allison                | 2 | 6 | 6          | 3 | 5 |
| 2 |                 | Fred Perry                    | 6 | 6 | 6          | 6 |   |
| 2 |                 | Donald Budge                  | 0 | 8 | 3          | 4 |   |
| 3 |                 | Pat Hughes - Raymond Tuckey   | 6 | 1 | 6          | 6 | 6 |
| 3 |                 | Wilmer Allison - John Van Ryn | 2 | 6 | 8          | 3 | 3 |
| |                 |                               |   |   |            |   |   |
| 4 |                 | Bunny Austin                  | 6 | 6 | 6          | 7 |   |
| 4 |                 | Donald Budge                  | 2 | 4 | 8          | 5 |   |
| |                 |                               |   |   |            |   |   |
| 5 |                 | Fred Perry                    | 4 | 6 | 7          | 6 |   |
| 5 |                 | Wilmer Allison                | 6 | 4 | 5          | 3 |   |
| |                 |                               |   |   |            |   |   |